# تریگوی هورلسن
تریگوی هورلسن (انگلیسی: Tryggvi Þórhallsson; ۹ فوریهٔ ۱۸۸۹ – ۳۱ ژوئیهٔ ۱۹۳۵) سیاست‌مدار اهل ایسلند بود. وی از ۲۸ اوت ۱۹۲۷ تا ۳ ژوئن ۱۹۳۲ نخست‌وزیر این کشور بود.
تریگوی هورلسن در ۳۱ ژوئیه ۱۹۳۵، در بیمارستانی در ریکیاویک پس از مبارزه با یک بیماری در سن ۴۶ سالگی درگذشت.